# Пам'ятник Василю Боженку (Київ)
Пам'ятник Василю́ Боже́нку — колишній монумент на честь більшовицького політичного і військового діяча Василя Боженка (1871—1919), командира Таращанського полку (з травня 1919 — бригади) 1-ї Української радянської дивізії, бійці якої брали участь у війні проти армії УНР і взятті Києва в лютому 1919 року.
Був розташований на вулиці Боженка (тепер — вулиця Казимира Малевича) в невеликому сквері перед адміністративним корпусом Меблевої фабрики ім. В. Боженка.
Пам'ятник зруйнований у часи декомунізації у листопаді 2015.

## Історія
Пам'ятник відкрито в 1967 році, в 1984 році бюст зі штучного каменю був замінений на оргалітовий матеріал.
12 листопада 2015 року пам'ятник був зруйнований внаслідок падіння дерева під час негоди, яке розтрощило пам'ятник на дрібні уламки.

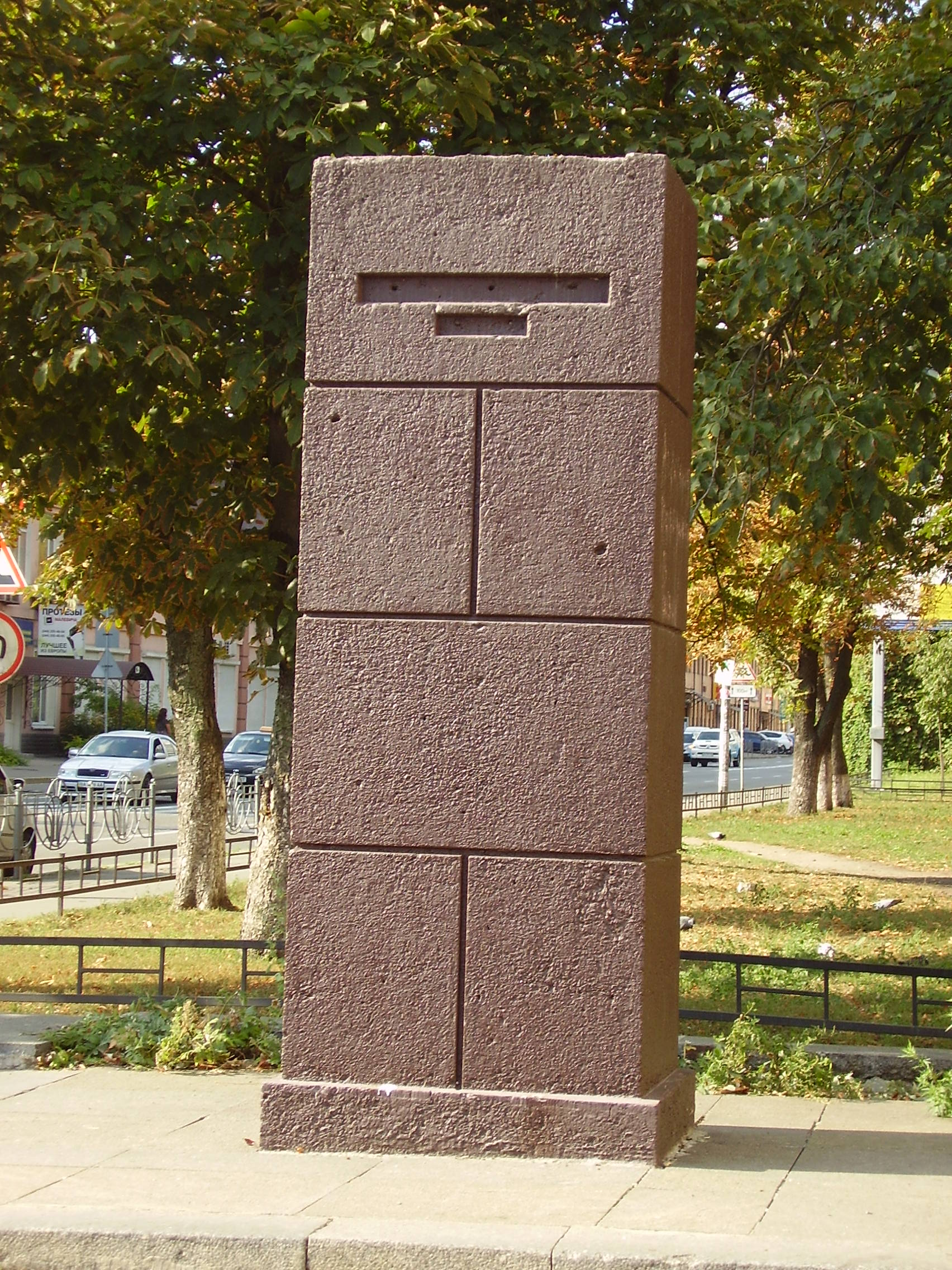
Залишки пам'ятника Боженку. 2016 рік.

## Характеристики
Автори: скульптор В. П. Вінайкін, архітектори — В. С. Богдановський, І. Л. Масленков. Загальна висота — 4,5 м, бюста — 1,1 м, постаменту — 3,4 м.
Пам'ятник-бюст був встановлений на двухступінчатому стилобаті. Його архітектурна частина — пілон-паралелепіпед. Пошуки сучасного стилю помітні в художньо-образній структурі, зокрема в естетизації декоративних швів на постаменті зі штучного каменю, у верхній частині якого закріплений двома смужками накладний анотаційний напис. Замість інтимізації образу автор обрав і підкреслив художніми засобами героїку суворого романтизму.
Фронтально орієнтована скульптура з майже напівовальним плечовим зрізом, площинами узагальненого моделювання, акцентованими графічно чіткими гранями, зіткнення об'ємно-пластичних мас скульптурної форми в елементах одягу, рисах обличчя, трактуванні волосся — створюють, всупереч внутрішньої монументальності образу, камерну атмосферу серед архітектурно-дендрологічного довкілля.